# Rosama
Rosama is een geslacht van vlinders van de familie tandvlinders (Notodontidae).

## Soorten
- R. eminens Bryk, 1950
- R. plusioides Moore, 1879
- R. sororella Bryk, 1950
- R. strigosa Walker, 1855